# Diagramme manichéen de l'univers

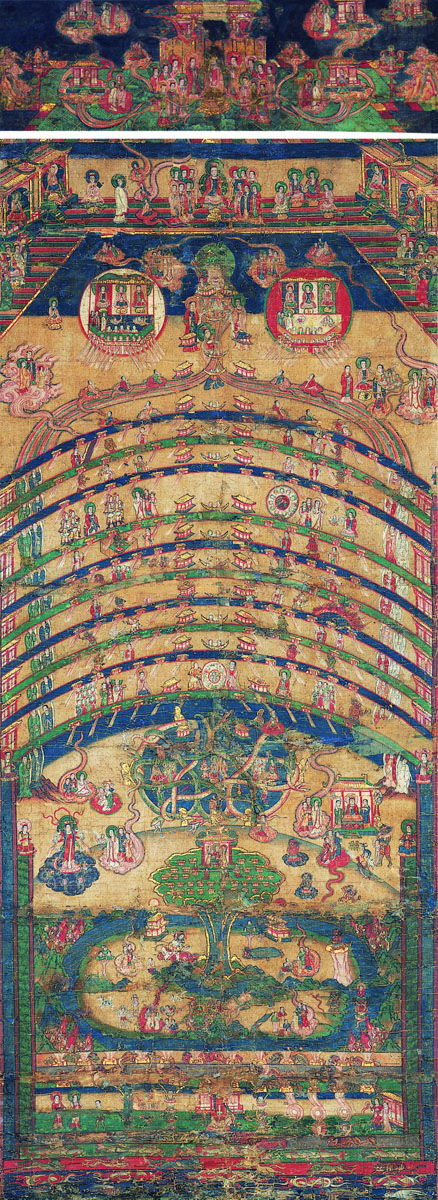
Diagramme manichéen de l'univers.

Le Diagramme manichéen de l'univers (chinois traditionnel : 摩尼教宇宙圖 ; japonais : マニ教宇宙図) est une peinture sur soie de la dynastie Yuan décrivant la cosmologie du manichéisme, c'est-à-dire la structure de l'univers selon la vision manichéenne. La peinture aux couleurs vives sur un tissu de soie (mesurant à l'origine environ 158 sur 60 centimètres) survit en trois parties, dont la relation appropriée les unes aux autres et la reconstruction numérique (montrée ici) ont été publiées par Zsuzsanna Gulácsi.
La peinture a été découverte par Yutaka Yoshida avec son équipe de recherche en 2010, et identifiée comme une représentation du cosmos selon la religion manichéenne. Selon l'équipe, cette œuvre d'art a probablement été réalisée par un peintre du sud de la Chine (province de Zhejiang ou de Fujian) aux alentours de la période de la dynastie Yuan, qui a régné sur la Chine de 1271 à 1368. C'est la seule peinture actuellement connue qui présente la vision cosmologique du manichéisme sous une forme complète. Comment et quand le Diagramme a été transféré au Japon est un mystère.

## Description
Selon la vision manichéenne de l'univers, le monde est formé de dix couches du ciel et de huit couches de la Terre. La section supérieure séparée représente le paradis, en dessous se trouvent les palais du soleil (à droite) et de la lune, qui sont représentés en deux cercles. Ensuite, les dix couches du ciel, où les anges, les démons et les douze signes du zodiaque sont inclus. Au-dessous des dix firmaments du ciel se trouvent les huit couches de la Terre, le mont Meru est représenté comme une montagne en forme de champignon sur le sol où vivent les humains ; et l'enfer est représenté dans la partie la plus basse,.

## Analyse

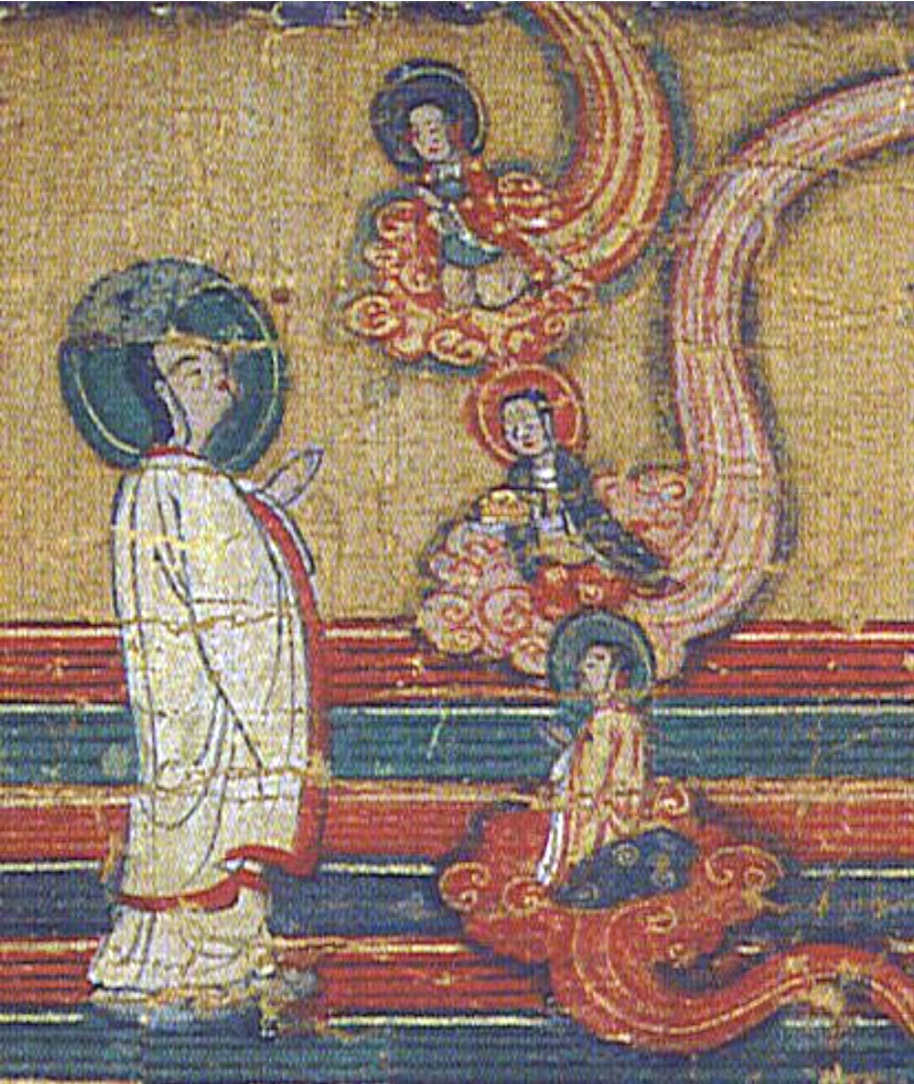
« Mani en observateur » : le prêtre en robe blanche, la silhouette de son visage contre le halo vert.

Après avoir soigneusement étudié le tableau et l'avoir comparé aux matériaux manichéens trouvés dans le Xinjiang, la région la plus occidentale de la Chine, les membres de l'équipe de recherche de Yoshida ont conclu que le tableau est manichéen car il comprend un prêtre portant une robe blanche avec un passepoil rouge caractéristique des prêtres manichéens. Selon l'historienne de l'art Zsuzsanna Gulácsi, le prêtre en robe blanche - dont la silhouette du visage contre le halo vert - est une représentation du prophète Mani.
En 2009, le professeur Yoshida a émis l'idée que ce tableau pourrait constituer une version chinoise du Livre d'images de Mani, puis de Gábor Kósa.
Dans son livre Mani's Pictures: The Didactic Images of the Manichaeans from Sasanian Mesopotamia to Uygur Central Asia and Tang-Ming China, l'historienne de l'art américaine d'origine hongroise Zsuzsanna Gulácsi, également spécialiste du manichéisme, explique la relation possible entre cette peinture et le « livre d'images de » Mani. Elle soutient que ce rouleau suspendu n'est pas un objet canonique dans le manichéisme, car les images manichées canoniques n'ont été conçues que pour des livres d'images avec des hauteurs documentées comprises entre 8 et 25 cm. Après l'introduction des rouleaux suspendus dans la production artistique manichéenne au Xe siècle, il a commencé à intégrer un certain nombre d'images canoniques individuelles dans un seul affichage composite. « Le résultat a été l'émergence d'images canoniques modifiées. Le Diagramme de l'Univers est un exemple d'une telle image modifiée ».
Gulácsi a conçu une syntaxe visuelle avec Jason BeDuhn pour analyser le tableau :

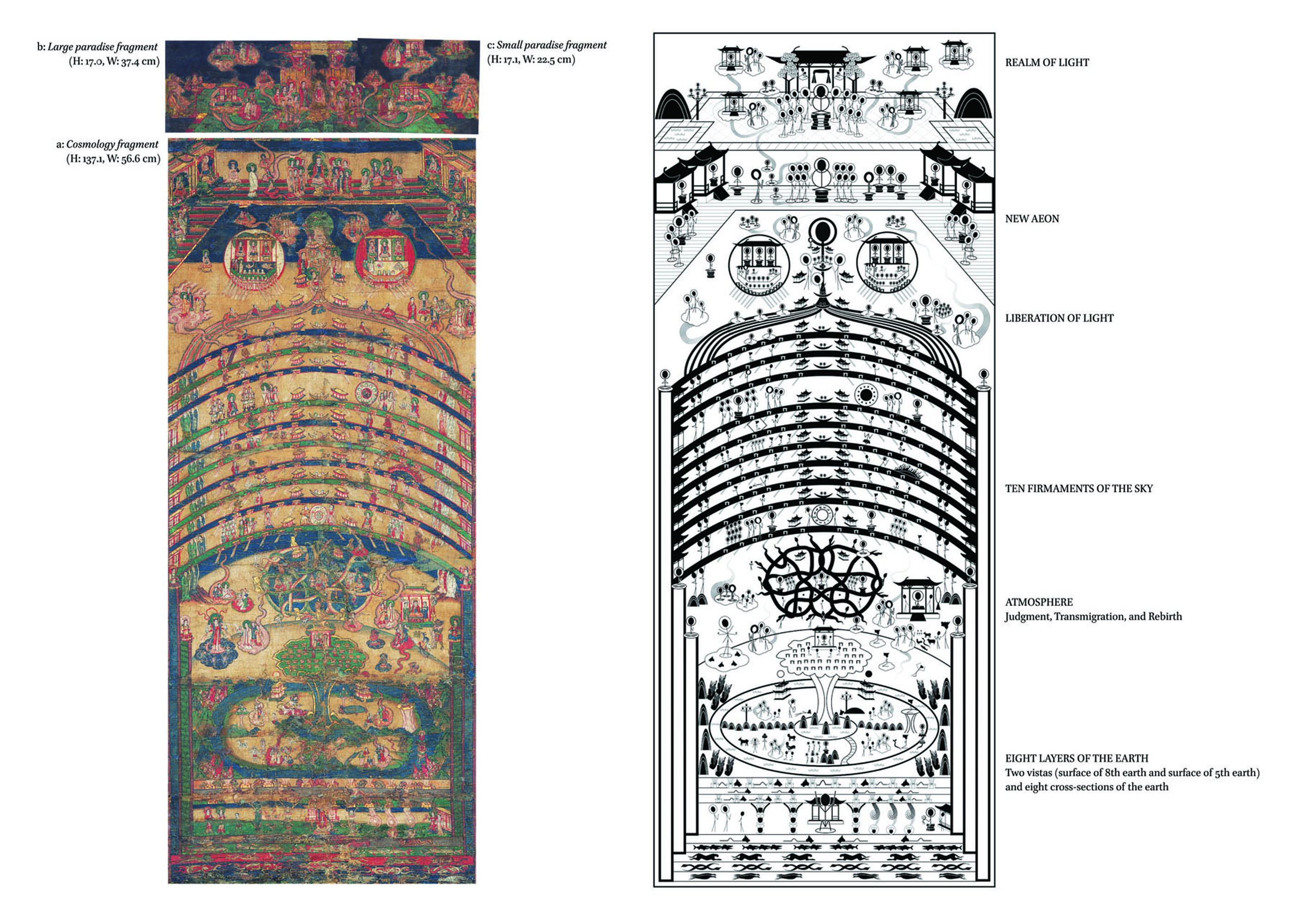
Visual syntax of the Diagram of the Universe

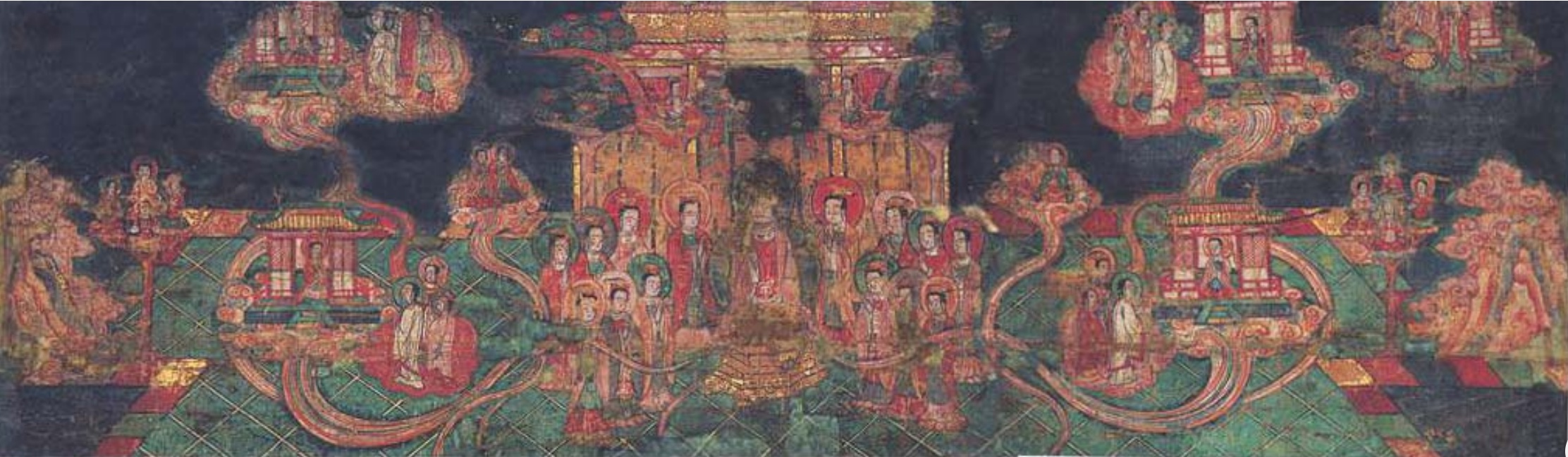
Section supérieure : la scène du paradis (royaume de la lumière).

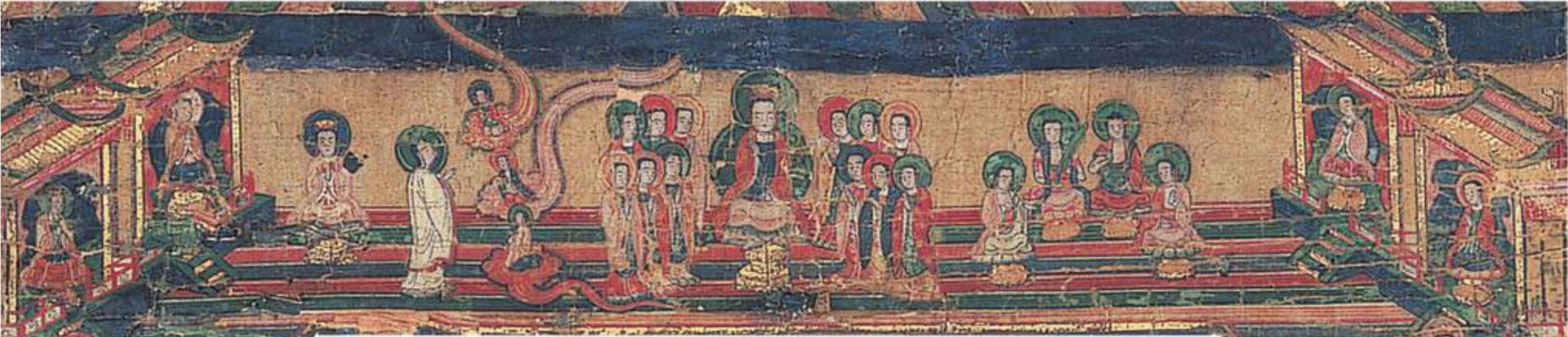
Au-dessus des palais du soleil et de la lune : la scène du ciel.

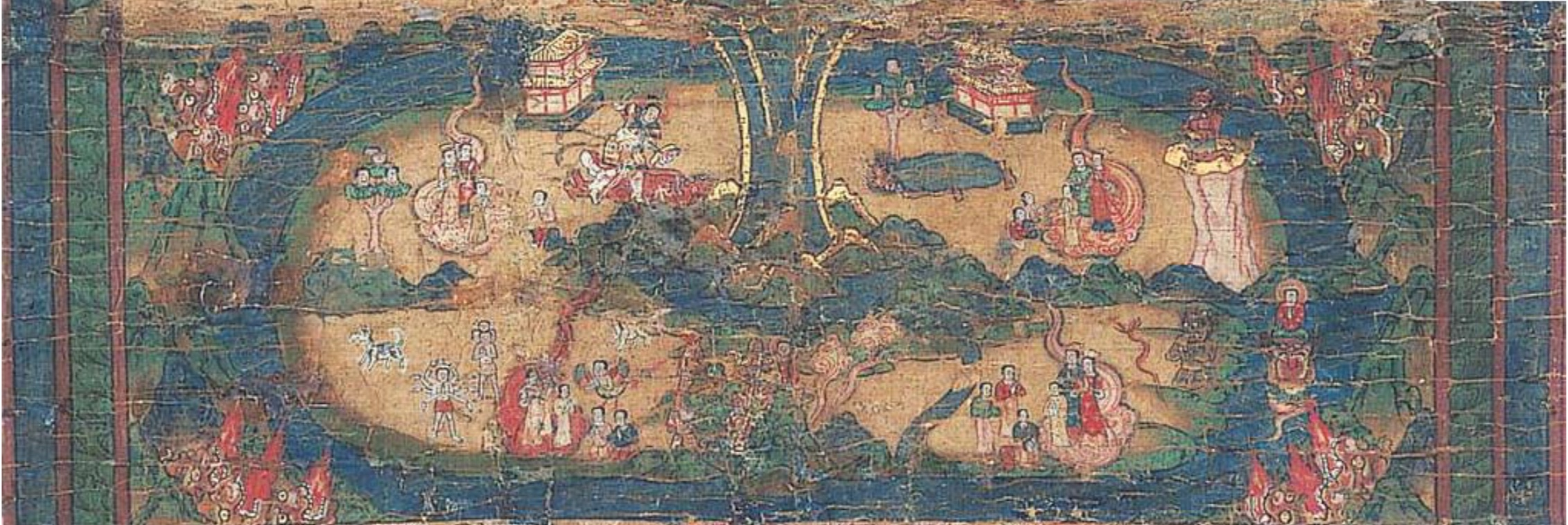
Au pied du Mont Meru : le monde des mortels.

« La conception (du Diagramme de l'Univers) subordonne des multitudes d'images canoniques originellement individuelles à la vision du cosmos sous la forme d'un humain géant (Gr. macranthropos), expliqué comme la structure sous-jacente de l'univers dans l'un des premiers textes manichéens. Cet enseignement manichéen régit la structure globale du « Diagramme de l'univers » manichéen chinois. Un dessin abstrait anthropomorphique est représenté sur une grande partie du plan de l'image qui mesure plus de 150 cm de hauteur - la tête et le cou dans le Nouvel Eon, les dix côtes de la poitrine dans le ciel, le phallos comme le Mont Sumeru, et les hanches comme la surface de la terre - agrandis à une échelle qui aurait été impossible dans n'importe quelle édition du Livre des images de Mani. [Le « Diagramme de l'univers » ne peut être considéré comme une version chinoise du « Livre d'images » de Mani, puisque les livres d'images et les rouleaux suspendus coexistaient dans le manichéisme ouïgour et dans celui de la Chine du Sud. Rien ne prouve que la conception verticale monumentale des rouleaux suspendus d'Asie de l'Est ait remplacé la disposition horizontale traditionnelle à petite échelle des livres d'images d'Asie de l'Ouest dans l'art canonique manichéen. Ainsi, cette peinture peut être classée comme un développement de l'art didactique manichéen à la fin du Moyen Âge et uniquement en Chine. Son iconographie des XIIIe et XIVe siècle développe considérablement un ensemble de motifs manichéens de base, tout en transmettant la doctrine manichéenne dans un langage visuel chinois distinct de celui de l'époque. »

## Galerie

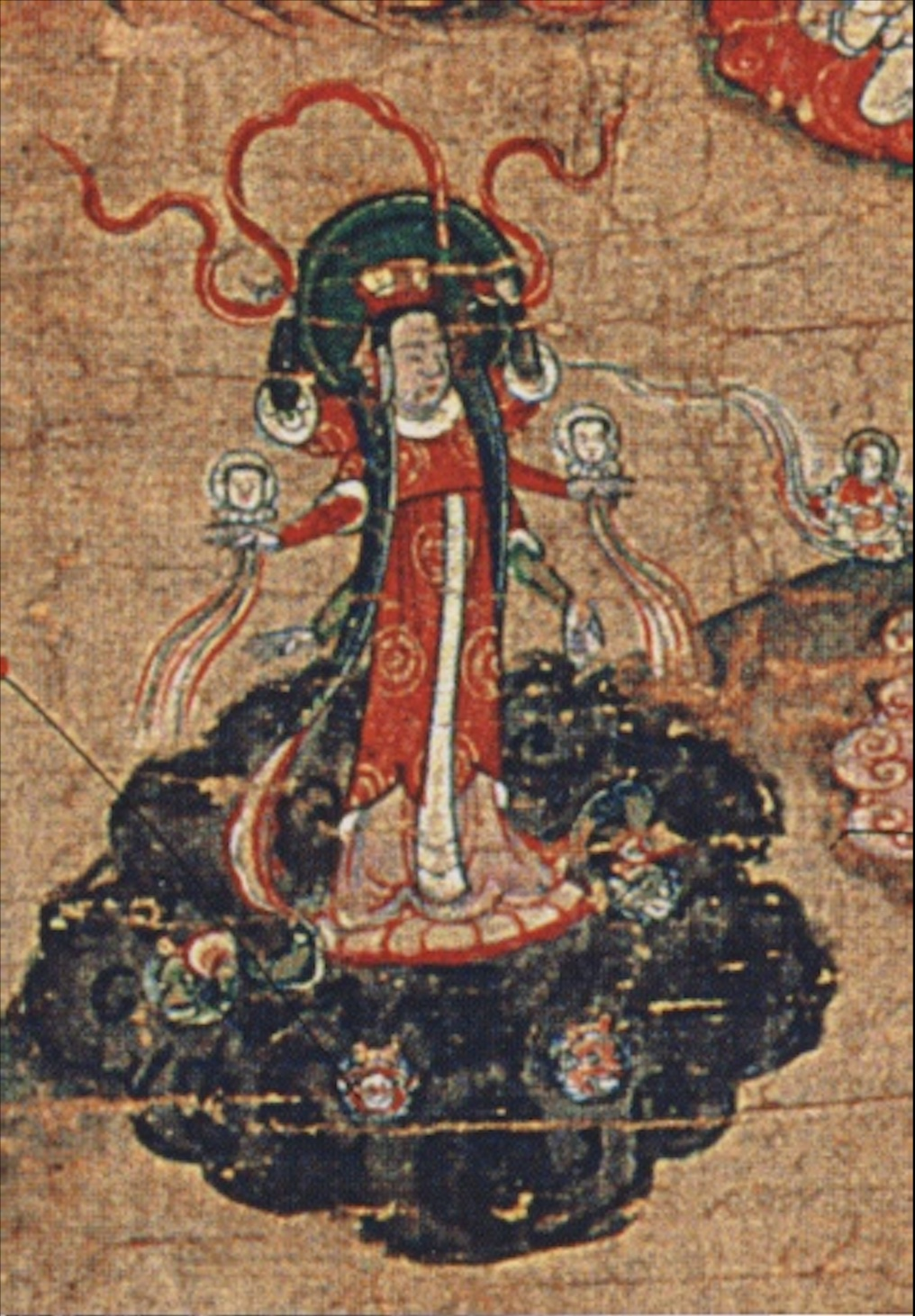
Détail : Vierge de Lumière.
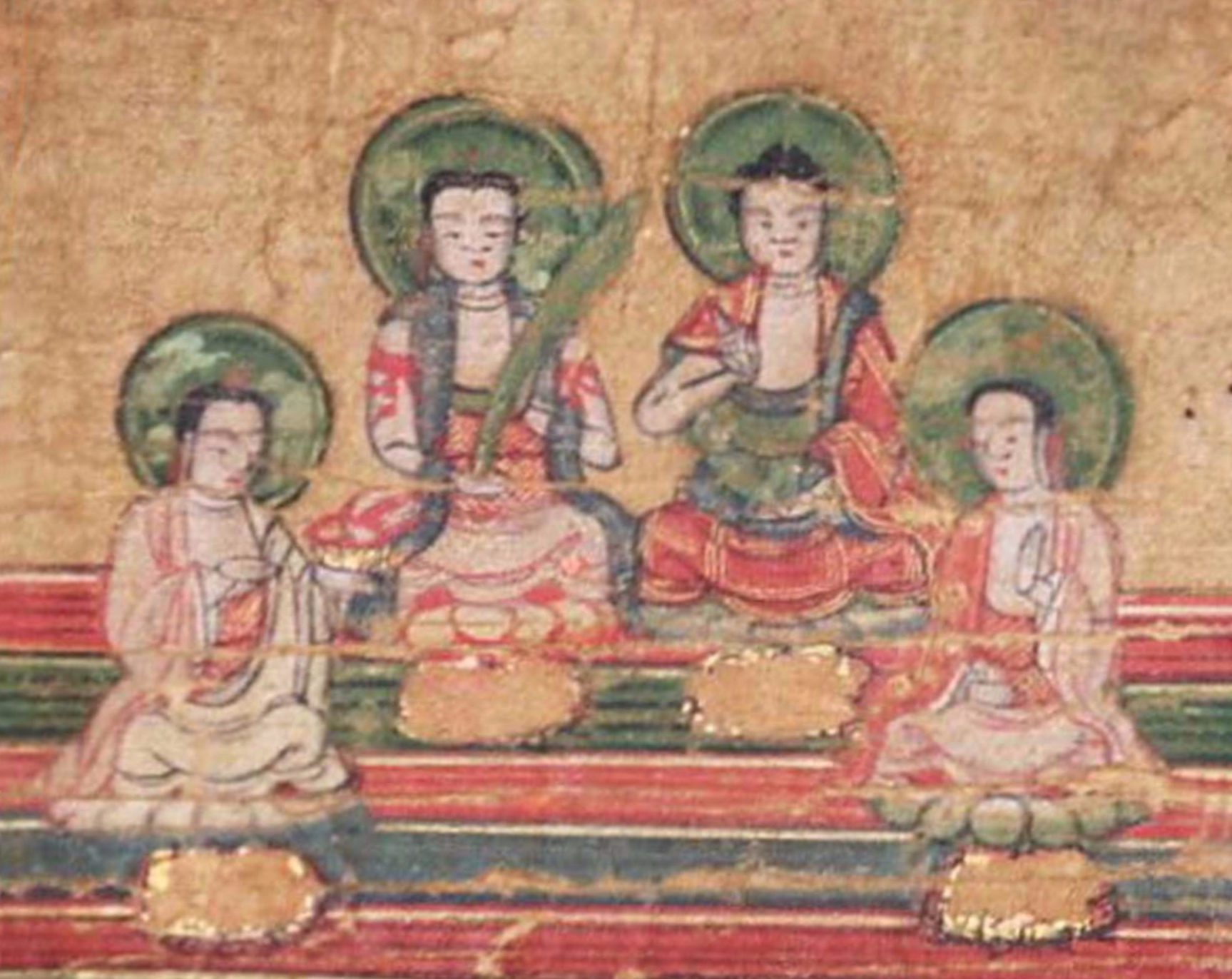
Les quatre prophètes, de gauche à droite : Mani, Zoroastre, Bouddha et Jésus.
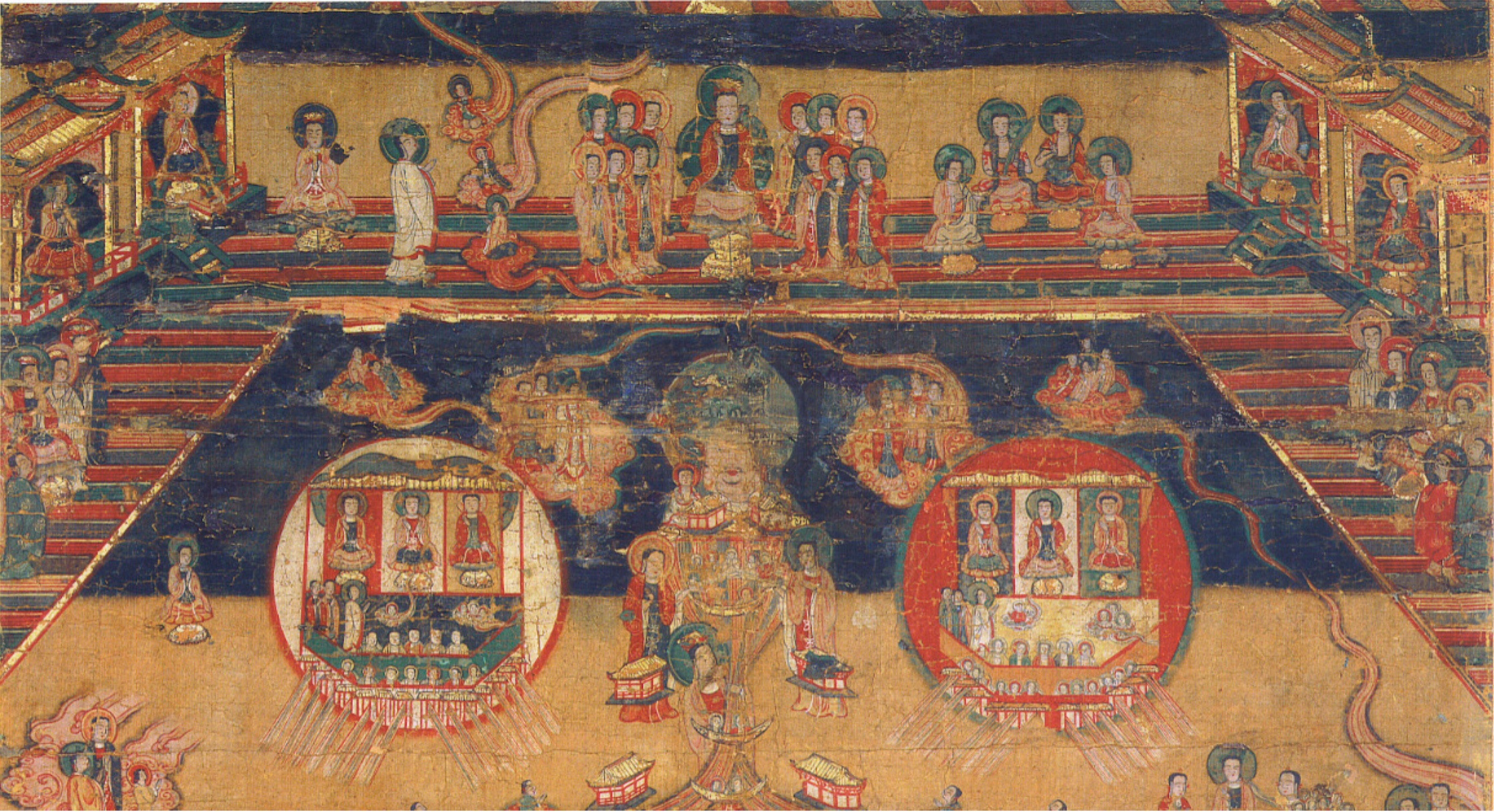
Détail : Les palais du soleil (à droite) et de la lune.
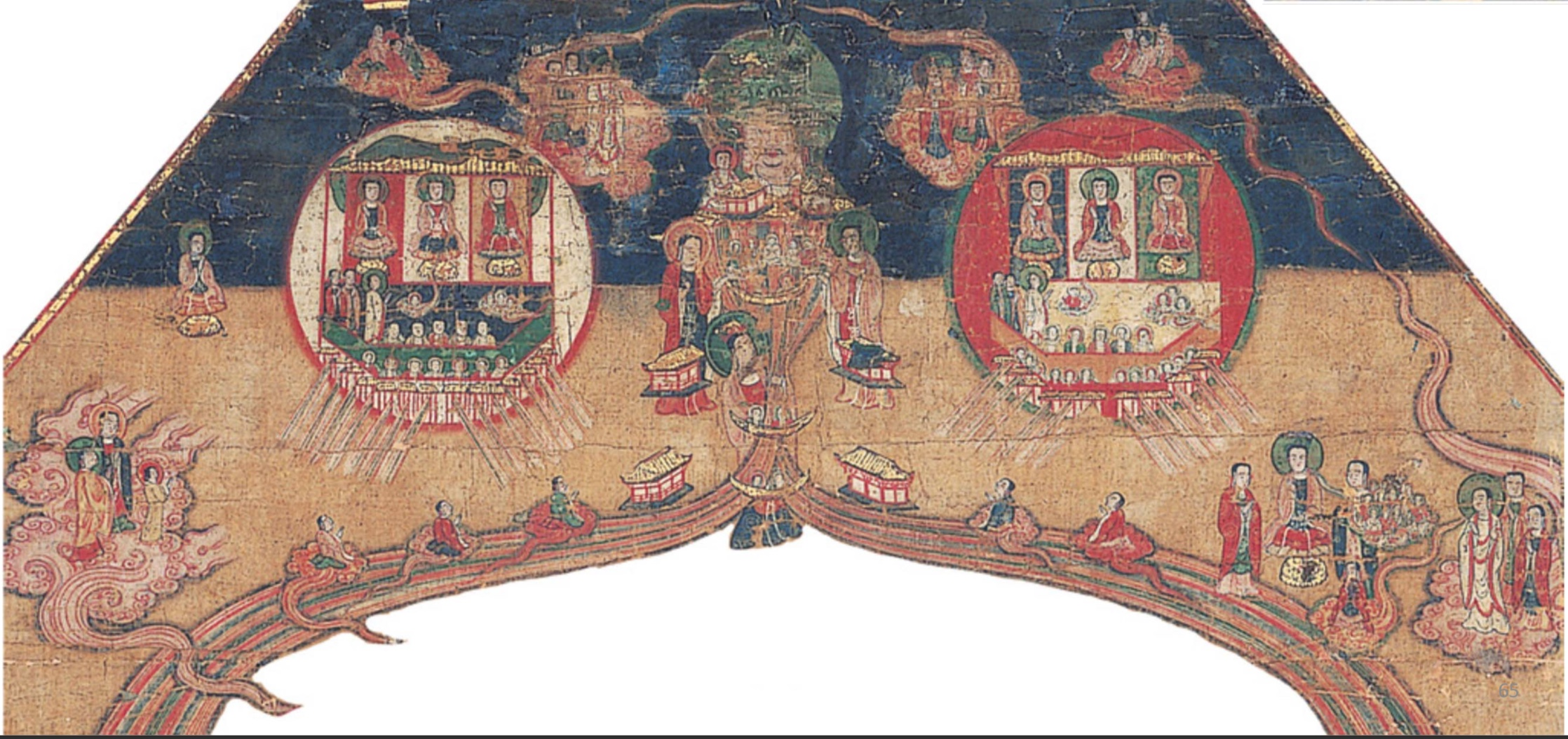
Palais du soleil et de la lune avec le premier firmament.
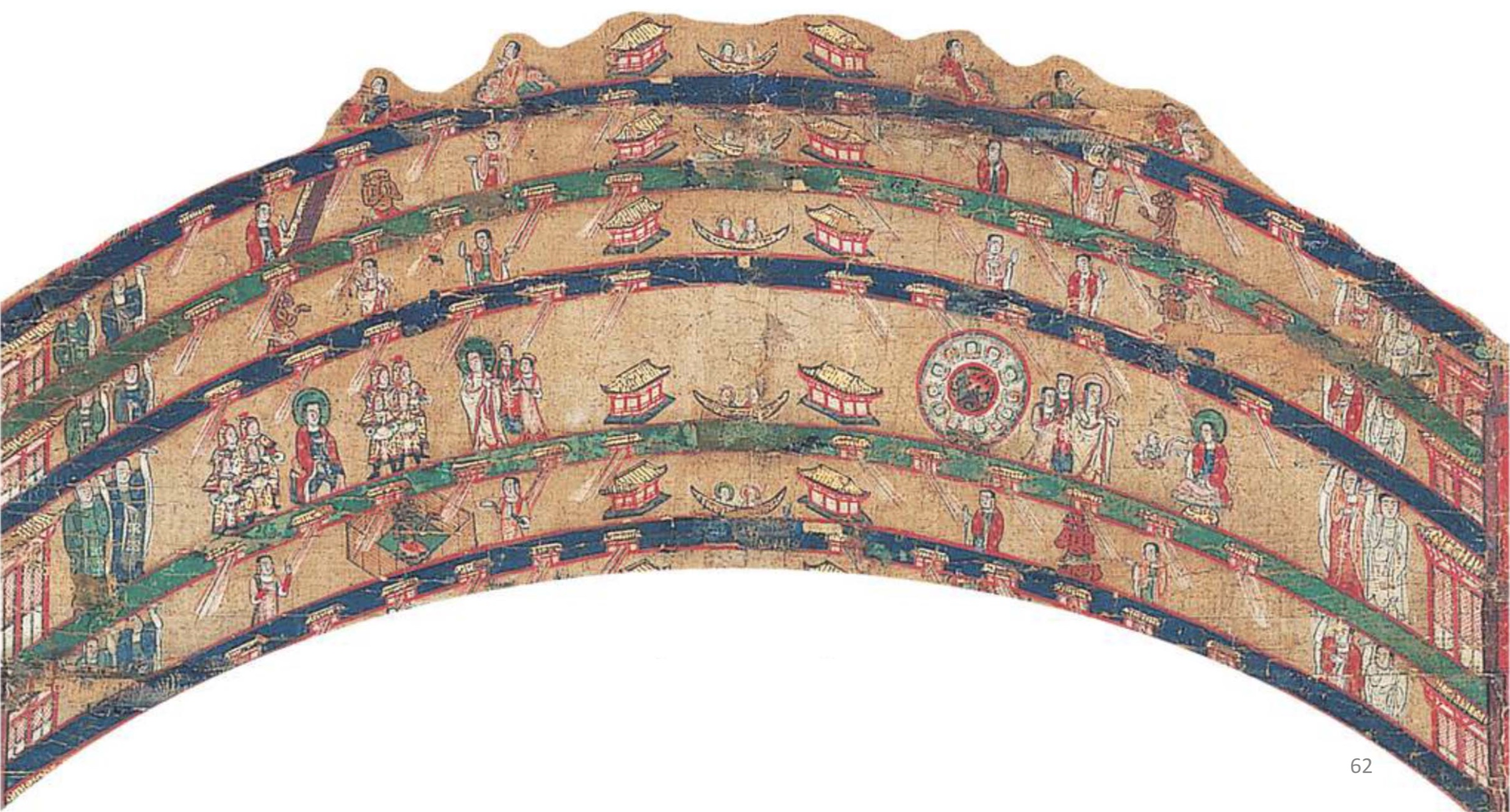
Du deuxième au sixième firmament.
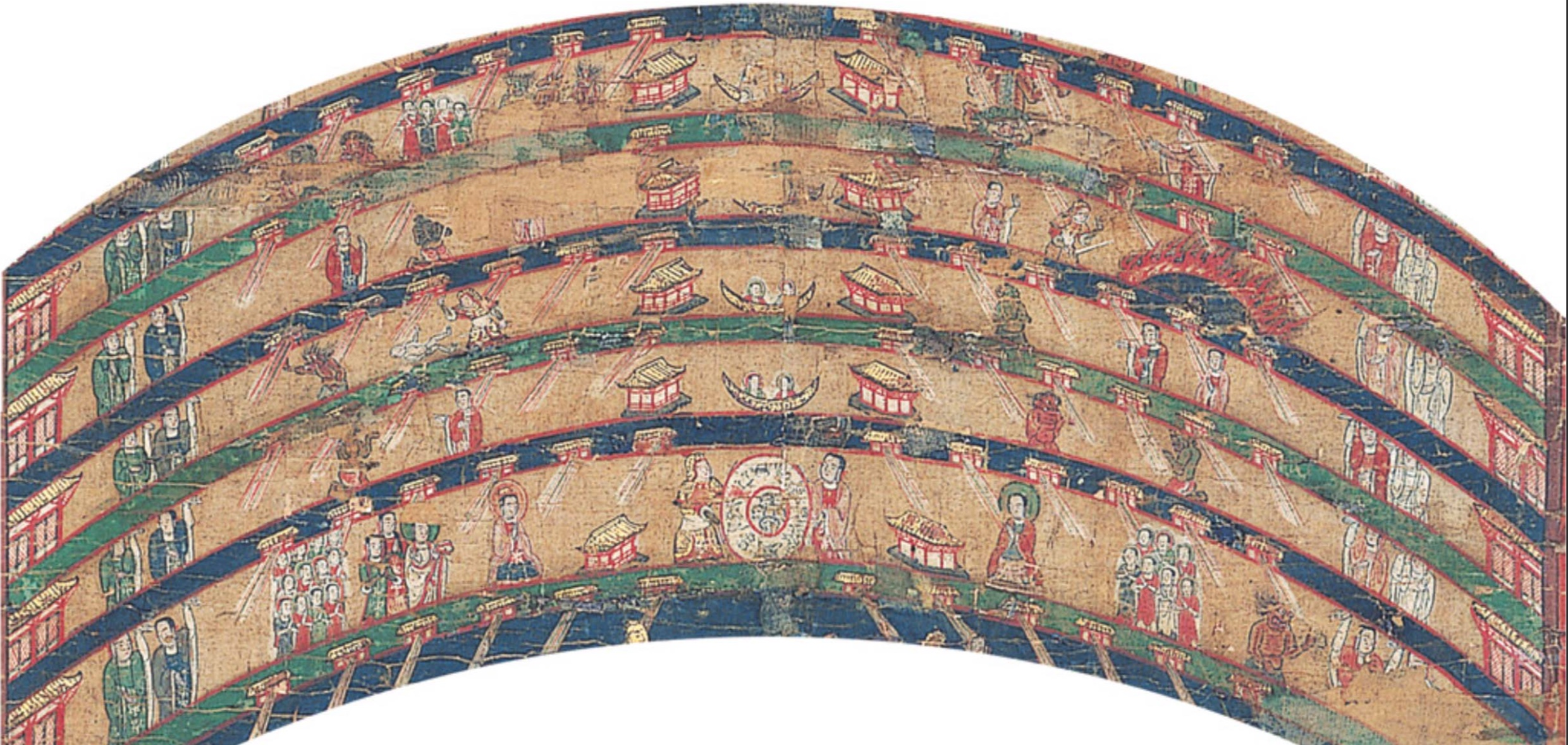
Du sixième au dixième firmament.
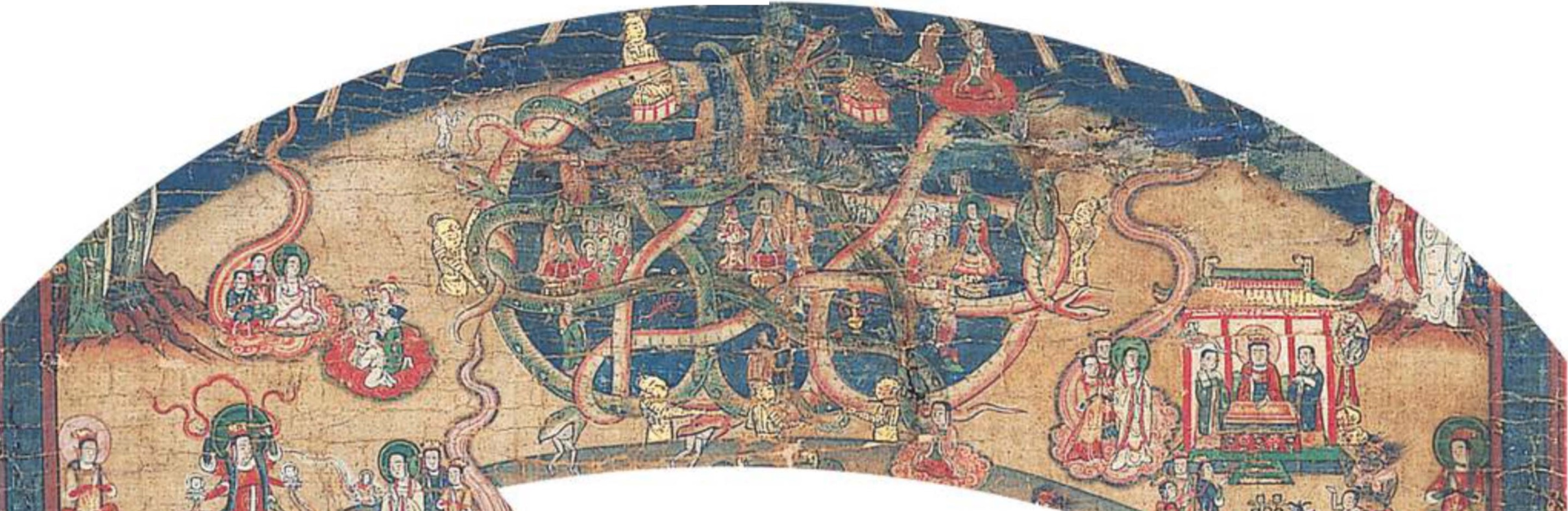
L'atmosphère où le jugement après la mort.
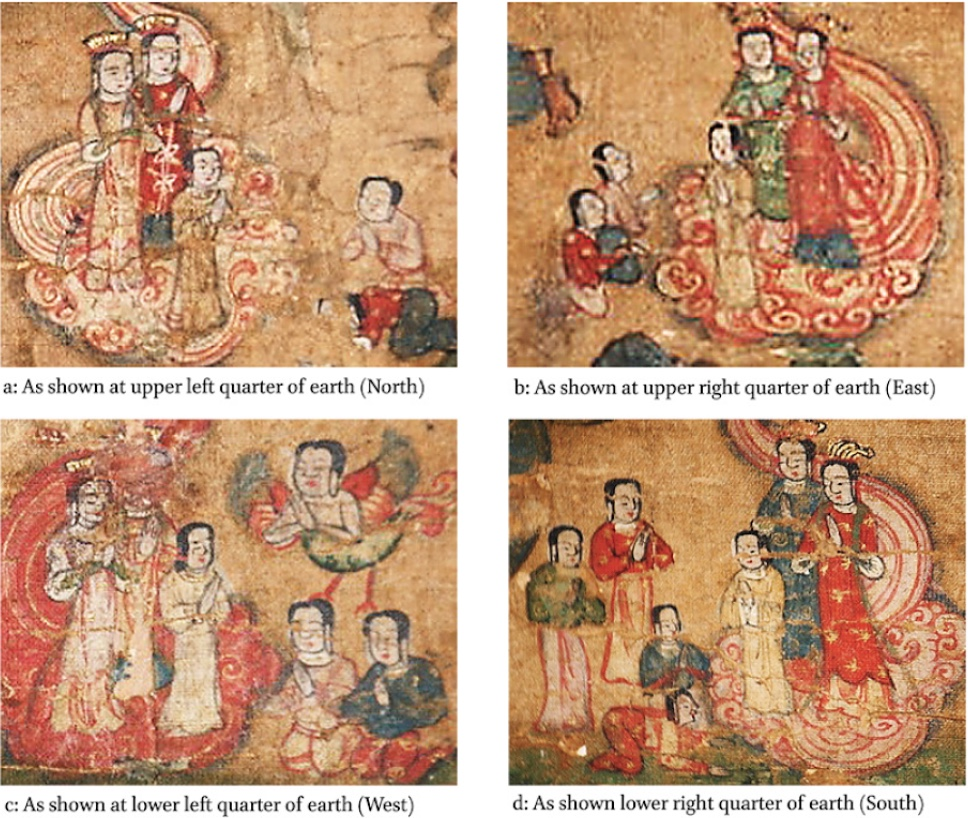
Quatre âmes en quête de salut montrées autour du pied du mont Meru.
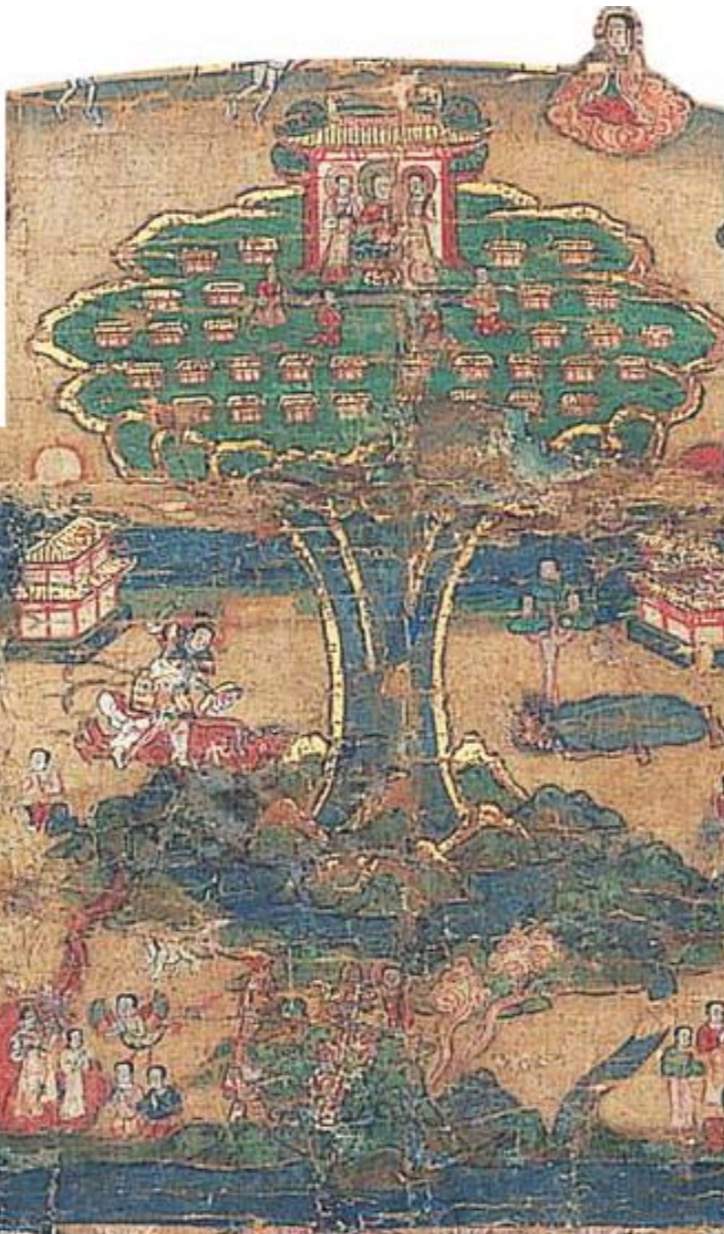
Le mont Meru ou les phallos.
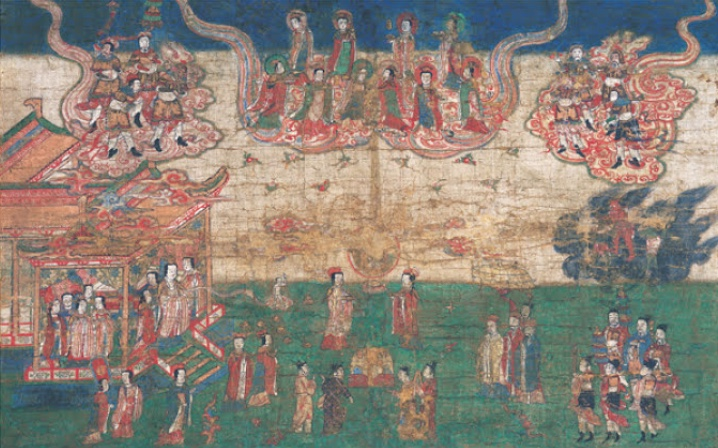
Naissance de Mani, une peinture manichéenne de la dynastie Yuan conçue dans le même style que le Diagramme.

## Excursus

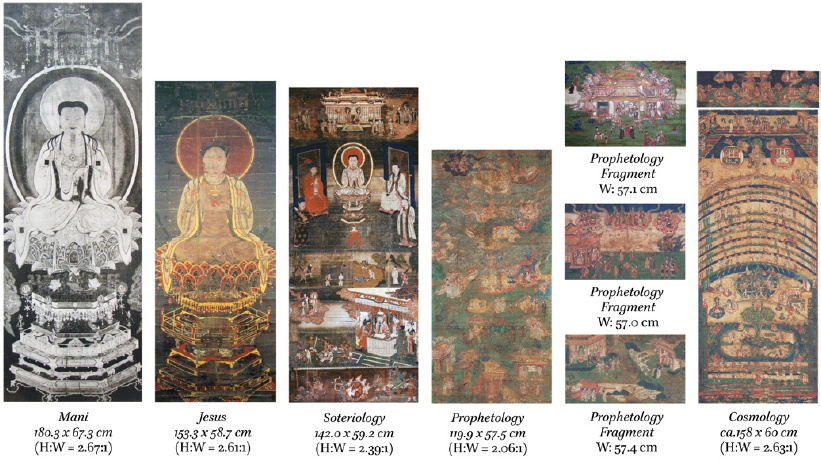
Huit Atlas de peinture sur soie

Huit rouleaux de soie suspendus avec des images didactiques manichéennes du sud de la Chine entre le XIIe siècle et le XVe siècle, qui peuvent être divisés en quatre catégories :
Deux portraits uniques (représentant Mani et Jésus)
- Icône de Mani
- Peinture manichéenne du Bouddha Jésus

Un rouleau illustrant la théorie du salut ( Soteriology )
- Sermon sur l'enseignement du salut de Mani

Quatre rouleaux représentant la prophétologie ( Prophetology )
- Les parents de Mani (en)
- Naissance de Mani (en)
- Épisodes du travail missionnaire de Mani (en)
- Création de la communauté de Mani (en)

Un rouleau représentant la cosmologie ( Cosmology )
- Diagramme de l'univers

## Voir également
- Le manichéisme chinois